# Shamsia Hassani
Shamsia Hassani   (Teheran, 1988) coneguda amb el sobrenom de Shamsia, és una grafitera afganesa i professora adjunta d'escultura a la Universitat de Kabul. Ha popularitzat l'street art als carrers de Kabul. Exposa el seu art digital i el seu art de carrer a l'Índia, l'Iran, Alemanya, Itàlia, Suïssa i a les missions diplomàtiques de Kabul. El 2014, va ser nomenada al Top 100 Global Thinkers. Hassani pinta grafits a Kabul per a sensibilitzar el públic dels anys de guerra.

## Biografia
Shamsia Hassani va néixer l'any 1988 a Teheran, a l'Iran, on els seus pares van emigrar durant els anys de la guerra, procedents de Kandahar. Hassani mostrà interès per la pintura des de ben jove. No fou autoritzada a estudiar arts, matèria d'estudis prohibida per als estudiants procedents de l'Afganistan. Des del seu retorn a Kabul el 2005, estudià l'art tradicional a la Universitat de Kabul. Més tard entrà a la universitat com a responsable de cursos i a continuació passa a ser professora adjunta d'escultura. Fundà el col·lectiu d'art contemporani Rosht.
Hassani aprengué l'art del grafit en un curs organitzat a Kabul el desembre 2010 per Chu, un grafiter del Regne Unit. El curs fou coordinat per Combat Communications. Després d'aquell taller, començà la pràctica de l'street art a les parets dels carrers de Kabul. Escollí aquest art perquè els esprais i els estergits són menys cars que el material d'art tradicional. Una de les seves obres més conegudes, a la paret del centre cultural de la capital, representa una dona vestida amb burca asseguda sota una escala. La inscripció que hi ha a sota indica: «L'aigua pot tornar un riu sec, però què passa amb els peixos morts?» Ella acabà el seu treball ràpidament, en 15 minuts, per a evitar possibles persecucions.
Hassani presenta també la seva obra en un format digital amb el seu projecte titulat Dream Graffiti: unes sèries en les quals pinta utilitzant Photoshop en els colors i les imatges per a explorar les qüestions de seguretat personal i nacional.
El 14 de juny de 2013, realitzà un mural a la Unió Obrera de Ginebra al barri de Grottes amb dones immigrants víctimes de violència refugiades a llars d'urgència. El 14 de juny és una data simbòlica a Suïssa amb motiu de la commemoració de la vaga de les dones del 14 de juny de 1991. Shamsia també anà a Zúric el juny de 2013 en el marc de la Rote Fabrik. El 2014, Hassani, fou finalista del premi Artraker pel seu projecte «La Màgia de l'Art és la Màgia de la Vida».

## Galeria d'imatges

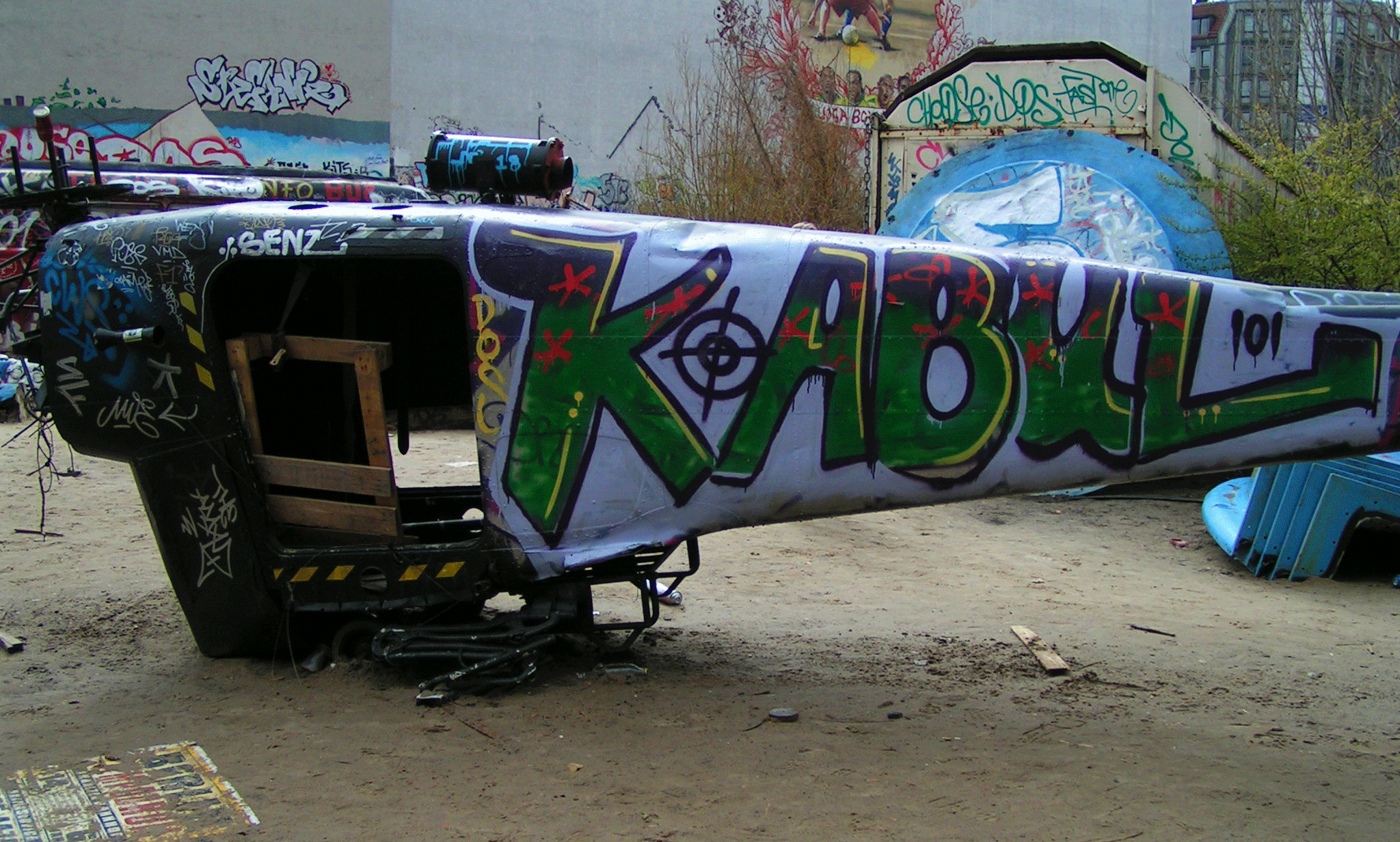
Peça d'helicòpter amb graffiti
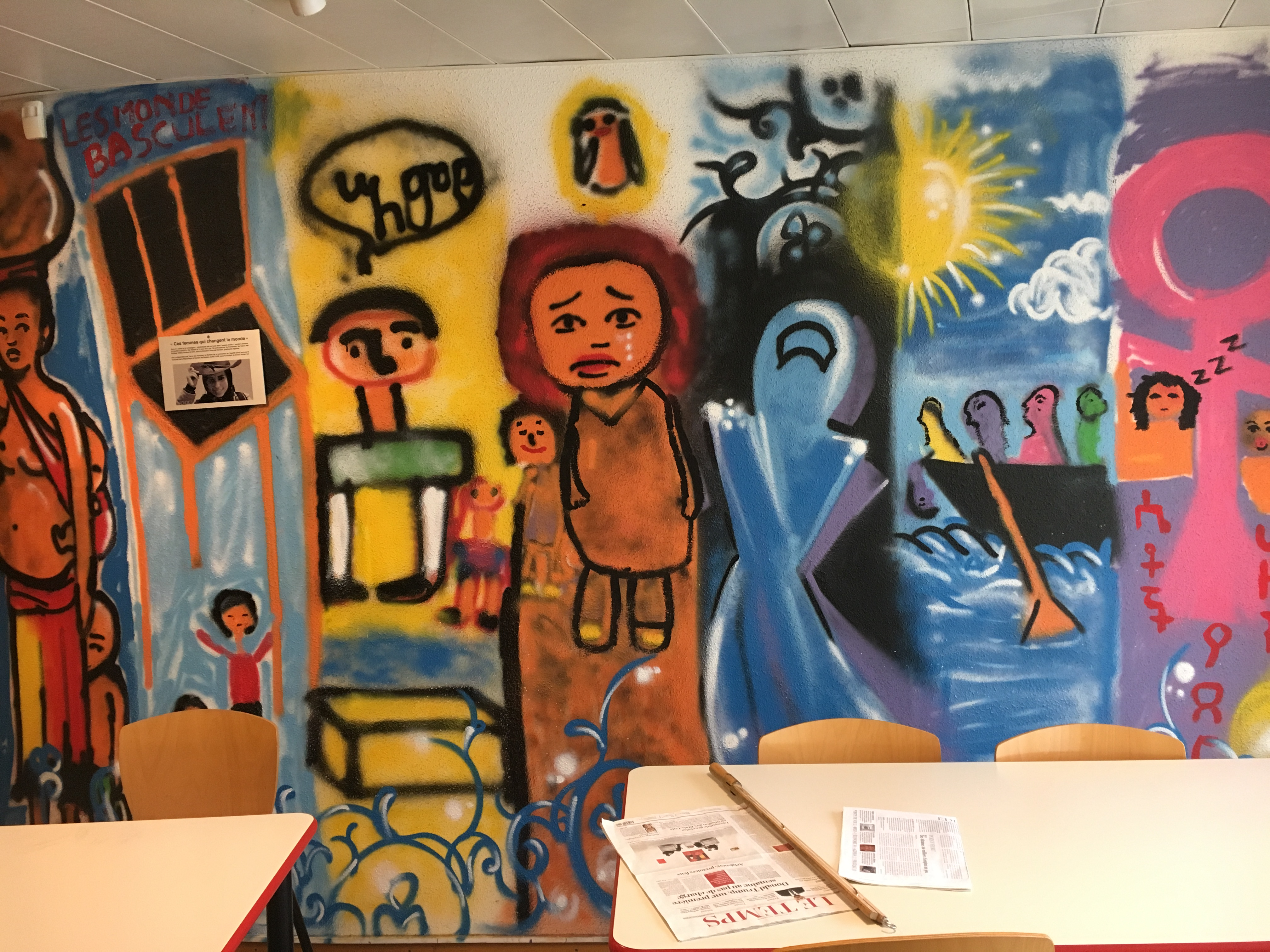
Fresc pintat per Shamsia a Ginebra